# Фри, Марси
Марси Мишель Фри (англ. Marcie Michelle Free; имя при рождении Марк Эдвард Фри англ. Mark Edward Free 12 апреля 1954 года; Саут-Бенд, Индиана, США) — американская рок-певица, наиболее известная как солист группы King Kobra, Signal и Unruly Child.

## Биография
Начала профессионально петь в 19 лет, живя во Флинте, штат Мичиган. В 1975 году Фри переехала в Лас-Вегас, штат Невада. В 1979 году переехала в Лос-Анджелес, штат Калифорния, где в 1983 году встретила Кармайна Апписа. Вместе они создали группу King Kobra. Фри записала два альбома с King Kobra: «Ready to Strike» и «Thrill of Lifetime». Далее, в ноябре 1986 года, она ушла из группы и занялась другими музыкальными проектами.
В 1987 году Фри создала группу с гитаристом Дэнни Джейкобом (англ. Danny Jacob), басистом и клавишником Эриком Скоттом (англ. Erik Scott) и барабанщиком Яном Увена (Jan Uvena), которая впоследствии получила название Signal. В 1989 году группа записала один альбом под лейблом EMI: «Loud and Clear», после чего распались.
В 1990 году Фри вместе Брюсом Гоуди (англ. Bruce Gowdy) и Гаем Аллисоном (англ. Guy Allison) создали группу Unruly Child. В 1991 году группа подписала контракт с Atlantic/Interscope Records и выпустила дебютный альбом с одноименным названием в 1992 году. В 1993 году Фри исполнила песню «To Beest of the Best» для боевика «Лучшие из лучших 2». Также в 1993 году на независимом лейбле Now & Then Records был выпущен сольный альбом Марси, состоящий из демоверсий песен Фри, исполненных для дуэта под названием Judithe and Robin Randall. В 1998 году альбом под названием «Long Way from Love» был переиздан на звукозаписывающей студии Frontiers Records. Эта версия альбома включала некоторые из живых выступлений, которые Фри дала в Манчестере, Англия, на рок-фестивале, известном как «The Gods of AOR» в октябре 1993 года.
Вскоре после выхода «Long Way from Love» Unruly Child, потеряв свой контракт с Atlantic/Interscope, переименовались в Twelve Pound Sledge и начали писать новый материал в надежде получить контракт с другим лейблом США. Этого не произошло, хотя песни с этих сессий были позже выпущены в 1995 году как сольный альбом независимым лейблом в Германии и Японии под названием Tormented.
Страдая от гендерной дисфории всю свою жизнь, Фри сделала каминг-аут под именем Марси Фри в ноябре 1993 года. В 1995 году Фри ушла из музыкального бизнеса и вернулась в Мичиган, чтобы быть ближе к своей семье. Тем не менее, она по-прежнему занимается профессионально музыкой, и в сентябре 2009 года Фри, Гоуди и Аллисон воссоединились как Unruly Child и подписали контракт на запись с Frontiers Records. Новый альбом, «Worlds Collide», был хорошо принят критиками. В 2014 году группа выпустила новый альбом под названием «Down the Rabbit Hole» на собственной звукозаписывающей студии «Unruly Records».

## Дискография

### Студийные альбомы
- Long Way from Love (1993)

### В составе King Kobra
- Ready to Strike (1985)
- Thrill of a Lifetime (1986)

### В составе Signal
- Loud & Clear (1989)
- Signal Live (2000)

### В составе Unruly Child
- Unruly Child (1992)
- Tormented (1995) (as Marcie Free)
- Worlds Collide (2010)
- Down the Rabbit Hole (2014)
- Can't Go Home (2017)

### Как приглашенный исполнитель
- David Cassidy – David Cassidy (1990)
- Desmond Child – Discipline (1991)
- Julio Iglesias – Crazy (1994)
- Bobby Kimball – Rise Up (1994)
- Venus & Mars – New Moon Rising (1998)
- Venus & Mars – Grand Trine (2009)